# Kulesze (województwo podlaskie)
Kulesze – wieś w Polsce położona w województwie podlaskim, w powiecie monieckim, w gminie Mońki.
Leży 10 km od Moniek. Drogi gminne krzyżujące się we wsi prowadzą do: Downar (N), Moniek (E), Trzciannego (S) i 
Wilamówki (W).
| SIMC    | Nazwa  | Rodzaj                        |
| ------- | ------ | ----------------------------- |
| 0035607 | Kiślak | część wsi (zmienione na wieś) |

Według spisu ludności z 30 września 1921 Kulesze zamieszkiwało ogółem 570 osób z czego kobiet było 297 a mężczyzn – 273. Budynków mieszkalnych było 100.
W latach 1954–1959 wieś należała i była siedzibą władz gromady Kulesze, po jej zniesieniu w gromadzie Downary. W latach 1975–1998 miejscowość administracyjnie należała do województwa białostockiego.
We wsi mieści się kościół, szkoła podstawowa oraz remiza. Jest też siedzibą parafii św. Klary.